# Hot-Spare
Hot-Spare sind redundante Systemkomponenten, die als Ersatz in Computersystemen fest eingebaut sind und auf die im Falle eines Fehlers durch Hot Swapping (Hot Switch) vollautomatisch umgestellt wird. Diese Hot-Spare-Komponenten werden auch Hot-Standby-Komponenten genannt. Solche Hot-Standby-Komponenten können beispielsweise Festplattenlaufwerke, Bandlaufwerke oder Controller sein.

## Hot-Spare-Festplatten
Eine Hot-Spare-Festplatte ist eine in einem System in Reserve (spare) gehaltene (normalerweise nicht verwendete) Festplatte. Fällt eine andere Platte aus, wird die Hot-Spare-Platte im laufenden Betrieb (hot) automatisch anstelle der defekten eingebunden. Die Festplatte ist im fehlerfreien Betrieb abgeschaltet und wird erst bei Bedarf per Software angeschaltet. Dies dient zur Schonung der mechanischen Bestandteile der Festplatte.
Dies ist insbesondere in einem RAID sinnvoll, in dem die Daten der defekten Festplatte automatisch rekonstruiert werden können (Rebuild).
Während des Rebuilds auf die Hotspare-Platte lässt die Performance des RAID deutlich nach. Der Rebuild benötigt bei RAID-1 weniger Zeit als bei RAID-5, da bei RAID-5 zusätzlich Paritätsinformationen rekonstruiert werden müssen. Je mehr Festplatten in einem RAID-5-Verbund sind, desto länger dauert der Rebuild bzw. desto schlechter ist die Performance während eines Defekts einer Festplatte.